# Chiesa di San Pietro Apostolo (San Pier d'Isonzo)
La chiesa di San Pietro Apostolo, talvolta indicata come pieve, è la parrocchiale di San Pier d'Isonzo, in provincia ed arcidiocesi di Gorizia; fa parte del decanato di Ronchi dei Legionari.

## Storia
Si sa che nella centa di San Pier d'Isonzo esisteva una chiesa già nel X secolo.
Questa chiesetta, poiché all'inizio del XVIII secolo versava in pessime condizioni, venne demolita.
Al suo posto venne costruita l'attuale parrocchiale, edificata tra il 1738 e il 1767.
La nuova chiesa venne consacrata nel giugno del 1767. 
Nel 1916 l'esercito austriaco fece brillare il campanile, che, cadendo, distrusse il tetto della chiesa.
L'esercito italiano, allora, riparò la chiesa, che venne riaperta al culto nell'agosto del 1917 alla presenza di Emanuele Filiberto, duca d'Aosta.
Terminato il conflitto, l'edificio fu oggetto di importanti lavori di restauro, completati nel 1924.

## Campanile
L'originario campanile, costruito tra il 1765 e il 1780, come già accennato, venne distrutto nel 1916 dagli austriaci nel bombardamenti del primo conflitto mondiale. 
Fu poi riedificato tra il 1922 ed il 1924 su progetto dell'architetto Federico Mazzoni.